# Marquee
A marquee elem egy nem standard HTML elem, amelynek hatására balra, jobbra, felfele vagy lefele úszik a képernyőn a tartalma. A címkét eleinte a Microsoft Internet Explorer korai verziói vezették be és a Netscape-féle blink elemhez hasonlították, mivel mindkettő a HTML egy nem standard kiegészítése használhatósági problémákkal. A W3C elavultnak minősítette és nem ajánlja használatát bármilyen HTML dokumentumban.

## Használhatósági problémák
A marquee figyelemelvonó lehet. Az emberi szemet vonzza a mozgás és a marquee-s szöveg folyamatosan mozog.
Mint a blink elemre, erre is igaz, hogy mivel a marquee-val ellátott szövegek nem láthatóak mindig, az ilyen weboldalak kinyomtatását ez lehetetlenné teszi vagy megnehezíti és kevéssé hatékonnyá teszi, mivel a villogó vagy mozgó szöveget tartalmazó weboldalaknál a weboldalt többször ki kell nyomtatni ahhoz, hogy minden szöveg megjelenjen egy adott pillanatban. A probléma megoldásához a weboldalak dizájnerei olyan címkéket vagy eljárásokat használnak, amely úgy mozgatja a szöveget vagy képet, hogy az mindig látható marad (hasonlóan a marquee behavior="alternate", amely csak mozgatja oda-vissza a szöveget, ám amennyiben a mozgás "szélessége helyesen be lett állítva, nem takar el belőle semmit vagy pedig a blink használatához kizárólag a figyelemfelhívó, ám nem lényeges vagy pedig kontextus alapján megérthető, szövegre, például a villogó ÚJDONSÁG! feliratra egy új lapnál).
Mivel a marquee-s szöveg mozog, a benne levő linkek nehezebben kattinthatóak, mint a statikus szövegben találhatók, a gördülés sebességétől és hosszától függően. A felhasználók mindig egy alkalmat kapnak, amikor továbbgördül. Ez könnyedén idegesítheti a felhasználókat. Ez ellen a kliensoldali szkripteléssel megoldható, hogy a mozgás megálljon, ha az egér a szöveg felett van (általánosságban egy egyszerű onmouseover="this.stop();" paranccsal). A jó dizájn a linkeket és a fontos információkat a gördülő szövegen kívül tartja, esetleg valahova az oldalon elhelyez egy statikus, mindig megjelenő másolatot róluk és a linkekkel rendelkező mozgó szövegeket (mint az oldalon vagy másutt általánosságban található hírfrissítéseket) röviddé teszi (legfeljebb 2 vagy 3 virtuális képernyőhosszúság, 10-es sebességen), aminek hatására gyorsan ismétlődnek. Továbbá a gyorsan gördülő szövegek néhány ember - különösen a gyengénlátók - számára nehezebben olvashatók. Az alapbeállításnál gyorsabb szövegek kerülendők az olvasható tartalom megjelenítése érdekében. Számos jogos ok lehet a marquee címke használatára és kihagyására is. A weboldalak készítőinek érezniük kell, hogy melyik helyzet áll fenn az adott esetben.

## Attribútumok
A blink elemmel ellentétben a marquee számos HTML attribútumot kaphat.
alignugyanazt a szintaxist használja, mint az img HTML-elem.
behaviorMegengedi a felhasználónak a marquee elem viselkedésének állítását, három módon:
- scroll (alapbeállítás) – a szöveget a megadott irányba (alapesetben jobbról balra) gördíti és a kezdőirányban (alap esetben jobb) újra kezdi a görítést, ha a szöveg elérte a másik oldalt. A szöveg eltűnik, ha a loop értéket eléri az újrakezdések száma.
- slide – Amennyiben a felhasználó nem adta meg a behavior attribútumot vagy scroll-ra állította, abban az esetben a szöveg mozog a megadott irányba, majd újrakezdi.  Amennyiben a behavior slide-ra lett állítva, abban az esetben a megadott irány végének elérésekor a szöveg leáll.
- alternate- A szöveget a megadott iránbya gördíti, majd a végének elérésekor megfordítja az irányt

bgcolorA marquee háttérszínét állítja be.
directionMegadja, hogy melyik irányba gördüljön a szöveg. A lehetséges értékek left (balra), right (jobbra), up (fel), down (le). Ebből következően tehát például a direction="left" eredményeképp a szöveg jobbról balra gördül (alapbeállítás).
heightbeállítja a magasságát a marquee elemnek. Megadható pixelekben vagy százalékban
hspacea marquee elem vízszintes margóját állítja be
loopBeállítja, hogy a marquee elemben a gördülés hány alkalommal történjen meg. Minden egyes teljes gördülés egy alkalomnak számít, így tehát a loop=1 esetében például 1 alkalommal gördül a szöveg, majd leáll (ez megegyezik a behavior="slide"-dal). Az alapbeállítás az, hogy végtelen sok alkalommal gördüljön (loop="-1").
scrollamountBeállítja, hogy minden egyes intervallum ("képkocka") alatt mennyit gördüljön pixelben.  Tehát a scrollamount=1 a leglassabb gördülés. Az alapbeállítás 6.
scrolldelayBeállítja, hogy hány milliszekundumonként gördüljön. Leginkább olyan, mint egy videó nézése, ahol minden egyes képkockát x másodpercig hagynak a képen.  Így tehát a scrolldelay="1000" egy lassú gördülés. Az alapbeállítás a 85, továbbá a 60-nál kisebb értékek 60-ra állítódnak, a truespeed beállítás hiánya esetén.
truespeedha be van állítva, a scrolldelay 60-nál kisebb értékei is a valódi értékükkel szerepelnek a 60 helyett.
vspacea marquee elem függőleges margóját állítja be.
widthbeállítja a szélességét a marquee elemnek. Megadható pixelekben vagy százalékban.
Van három, marquee-hoz tartozó esemény is:
onbouncecsak behavior="alternate" esetén használható, a szöveg visszapattanásakor történik meg.
onfinisha maruqee gördülésének végét jelzi. Csak a loop 0-nál nagyobb értékeinél használható.
onstarta marquee gördülésének elindulását jelzi.
Két marquee-specifikus eljárás:
startelkezdi görgetni a marquee-t
stopbefejezi a marquee görgetését
(Megjegyzendő, hogy a marquee nem csak szövegeket, hanem egyéb tartalmat, például képeket, akár animált GIFeket is tartalmazhat.)

## Kompatibilitás
A marquee-t először a Microsoft Internet Explorer vezette be, és máig is támogatja. A Firefox, az Opera, a Chrome és a Safari webböngészők is támogatják, kompatibilitási okokból. Az elem nem érvényes a HTML-ben. CSS beállításokat használhatnak a marquee-val egyező effektek eléréséhez, a Marquee Module Level 3 specifikációja alapján. Hasonló hatás elérhető továbbá JavaScript használatával is.
A marquee alapvető funkcióit mind az öt fenti böngésző, továbbá a Firefox mobilos verziója is régóta támogatja. A truespeed értéket csak a Firefox (a 3.0-s verzió óta, azaz a Gecko böngészőmotor 1.9-es verziója óta) és az Internet Explorer (a 4.0-s verzió óta) támogatja.

## Fordítás
- Ez a szócikk részben vagy egészben  a   Marquee element című angol Wikipédia-szócikk fordításán alapul.  Az eredeti cikk szerkesztőit annak laptörténete sorolja fel. Ez a jelzés csupán a megfogalmazás eredetét és a szerzői jogokat jelzi, nem szolgál a cikkben szereplő információk forrásmegjelöléseként.

## Lásd még
- HTML-elem